# Rudolf Heubner

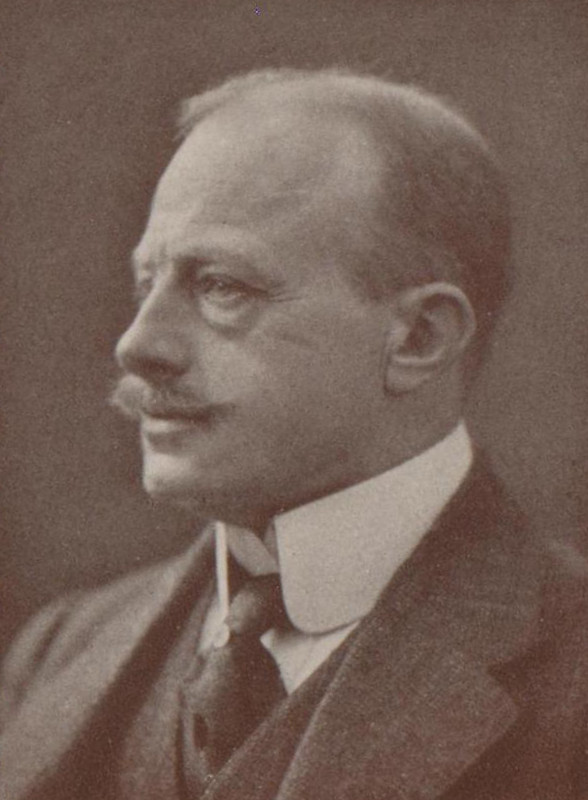
Rudolf Heubner

Rudolf Leonhard Heubner (* 12. Dezember 1867 in Plauen, Vogtland; † 1. April 1967 in Hofheim, Unterfranken) war ein deutscher Jurist und Schriftsteller.

## Leben
Rudolf Heubner absolvierte das Gymnasium in Plauen und begann anschließend ein Studium der Germanistik an der Universität Leipzig. Er wechselte zur Rechtswissenschaft und setzte sein Studium an den Universitäten in Freiburg im Breisgau und Straßburg fort. 1892 legte er das erste juristische Staatsexamen ab. In den folgenden Jahren war er Referendar in Zwickau und Mittweida, ab 1898 Assessor in Treuen und Chemnitz. 1903 wurde er Amtsrichter in Leipzig, 1909 wechselte er nach Plauen. 1913 heiratete er die Konzertsängerin Senta Heubner, mit der er drei Kinder hatte. 1917 wurde er als Richter ans Oberlandesgericht Dresden versetzt.
Nachdem er 1918 in der Zivilverwaltung des besetzten Belgiens tätig gewesen war, stieg Rudolf Heubner nach dem Ersten Weltkrieg bis zum Oberlandesgerichtsrat auf. Nach seiner Pensionierung ließ er sich als freier Schriftsteller in Dresden-Wachwitz, Pillnitzer Landstraße 113, nieder. Er unternahm ausgedehnte Reisen, die ihn u. a. in die Niederlande, nach Dänemark, Schweden, Italien, in den Donauraum und den Vorderen Orient führten. Ende der 1950er Jahre übersiedelte Heubner von Dresden in die Bundesrepublik. Er lebte zuerst in Ochsenfurt am Main und zuletzt in einem Altenheim auf Schloss Birnfeld.
Rudolf Heubner veröffentlichte neben seiner Richtertätigkeit literarische Werke. Er war Verfasser von Romanen, Erzählungen und Gedichten.

## Werke
- Dichtungen, Plauen i.W. 1893
- Stürme und Sterne, Leipzig
  1. Der Narr. Die Familie des Herrn Krainer, 1895
  2. Johann Gottfrieds Heimkehr, 1895
- Das Haar der Berenike, Breslau 1905
- Napoleon, Leipzig 1906
- Der König und der Tod, Leipzig 1908
- Karoline Kremer, Leipzig 1910
- Venezianische Novellen, Leipzig 1911
- Juliane Rockox, Leipzig 1913
- Das Wunder des Alten Fritz, Leipzig 1915
- Pascha und Odaliske, Leipzig 1916
- Sankt Michels Heervolk, Leipzig 1916
- Der Heilige Geist, Leipzig
  1. Jakob Siemering und Kompagnie, 1917
  2. Jakob Siemerings Erben, 1918
- Rudolf Heubner, Dresden 1917
- Ein Volk am Abgrund, Leipzig 1919
- Peter Paul, Leipzig 1920
- Das Lied von Rosemunde, Leipzig 1921
- Der verhexte Genius, Leipzig 1921
- Bambino, Berlin [u. a.] 1922
- Die Flambergs, Leipzig 1922
- Erdgeschlecht, Leipzig 1923
- Katastrophen, Novellen, Staackmann, Leipzig 1924
- Herodias, Leipzig 1925
- Belladonna, Leipzig 1926
- Die Pansflöte, Leipzig 1927
- Tage in Thule, Leipzig 1927
- Narrenkirchweih, Leipzig 1928
- Feuer unter der Asche, Leipzig 1930
- Fränkische Erde, Berlin 1933
- Wolfram von Eschenbach, Berlin 1934
- Orpheus, Berlin 1935
- Die Flötenbläserin von Hall, Gütersloh 1936
- Grimbart im Kessel, Hannover 1936
- Größer als die Liebe, Berlin [u. a.] 1936
- Sein und Geschehen, Breslau 1937
- Das alte heil’ge Lied, Weimar 1940
- Der Früchtekranz, Berlin 1941
- Prometheus, Berlin 1942
- Wanderung des Genius, Stollhamm 1958
- Vom Schatz des Lebens, Stollhamm 1961